# Orphée et Eurydice (Gluck)
Orfeo ed Euridice
Pour les articles homonymes, voir Orphée et Eurydice.
Versions successives
Atto d'Orfeo (Acte d'Orphée), 24 août 1769 :
Teatrino di corte de Parme, deuxième version en italien, pour soprano castrat, donnée comme troisième acte du spectacle coupé Le feste d'Apollo (it) de Gluck
(livret original en ligne).
Orphée et Euridice, 2 août 1774 :
Théâtre du Palais-Royal de Paris, (Académie Royale de Musique), version en français, pour haute-contre, sur en livret traduit et augmenté par Pierre-Louis Moline
(livret français et partition en ligne).
Orphée, 19 novembre 1859 :
Théâtre-Lyrique de Paris, version remaniée par Hector Berlioz, en quatre actes, avec le rôle-titre masculin ré-transposé pour une mezzo-soprano en travesti.
Personnages
- Orfeo/Orphée  (contralto castrat/soprano castrat/haute-contre/mezzo-soprano)
- Euridice/Eurydice,  (soprano)
- Amore/Amour, (soprano travesti)
- ombre hereuse[3] (soprano)

Airs
- Che farò senza Euridice / J’ai perdu mon Eurydice – Acte III (lamento d'Orphée)

Orphée et Eurydice (titre original en italien Orfeo ed Euridice) est le trentième et plus célèbre opéra de Christoph Willibald Gluck. Il s'agit d'une azione teatrale per musica, ou, selon les indications de la version française, d'une tragédie opéra (drame héroïque) en trois actes. Il raconte le mythe grec d'Orphée et Eurydice. C'est à l'occasion de cet opéra qu'est créé le poste de harpe au sein de l'orchestre de l'Opéra de Paris (alors Académie royale de musique).

## Versions
Il en existe au moins quatre versions différentes :
- la version originale viennoise, en italien, où le rôle-titre masculin est confié à un contralto castrat ;
- la version de Parme, encore en italien, réorganisée en un seul acte (une sorte d’acte de ballet à la française), où le rôle-titre est transposé par Gluck lui-même pour le soprano castrat, Vito Giuseppe Millico (it)[7] ;
- la version de Paris, en français, modifiée et élargie par Gluck lui-même, où le rôle-titre est chanté par une haute-contre ;
- la version arrangée par Berlioz au XIXe siècle, où le rôle-titre est confié à une mezzo-soprano.

### Version italienne de Vienne, 1762
L'œuvre originale fut créée à Vienne le 5 octobre 1762 au Burgtheater en présence de l'impératrice Marie-Thérèse. Le livret en italien est de Ranieri de’ Calzabigi ; la chorégraphie du ballet était réglée par Gasparo Angiolini ; le rôle titre était tenu par le castrat Gaetano Guadagni.

#### Numéros musicaux
- Ouverture . (Orchestre)

Acte I
- Chœur. Ah, se intorno a quest'urna funesta (Chœur, Orfeo)
- Récitatif. Basta, basta, o compagni ! (Orfeo)
- Ballet : (Larghetto) . (Orchestre)
- Chœur. Ah, se intorno a quest'urna funesta (Chœur)
- Air. Chiamo il mio ben cosi (Orfeo)
- Récitatif. T'assiste Amore (Amore, Orfeo)
- Air. Gli sguardi trattieni (Amore)
- Récitatif. Che disse ? che ascoltai ? (Orfeo, Amore)

Acte II
- Ballet : (Maestoso) - Chœur. Chi mai dell'Erebo (Chœur)
- Scène. Deh ! placatevi con me (Orfeo, Chœur)
- Chœur. Misero giovane (Chœur)
- Ballet : (Andante) . (Orchestre)
- Arioso - Chœur. Che puro ciel, che chiaro sol (Orfeo, Chœur)
- Chœur. Vieni a' regni del riposo (Chœur)
- Ballet : (Andante) . (Orchestre)
- Récitatif. Anime avventurose (Orfeo)

Acte III

- Récitatif. Vieni, segui i miei passi (Orfeo, Euridice)
- Duo. Vieni, appaga il tuo consorte ! (Orfeo, Euridice)
- Récitatif. Qual vita è questa mai (Euridice)
- Air. Che fiero momento (Euridice)
- Récitatif. Ecco un nuovo tormento (Orfeo, Euridice)
- Air. Che farò senza Euridice ? (Orfeo)
- Récitatif. A finisca e per sempre (Orfeo)
- Maestoso : Ballet : (Grazioso - Allegro- Andante - Allegro) . (Orchestre)
- Chœur. Trionfi Amore ! (Orfeo, Amore, Euridice, Chœur)

#### Instrumentation
| Orchestre en fosse de Orfeo ed Euridice                              |
| Cordes                                                               |
| Premiers violons, seconds violons, altos, violoncelles, contrebasses |
| Bois                                                                 |
| 2 flûtes traversières, 2 hautbois, 1 chalumeau, 2 bassons            |
| Cuivres                                                              |
| 2 cors, 2 Cornets à bouquin, 2 trompettes, 3 trombones               |
| Percussions                                                          |
| Timbales                                                             |
| Autre                                                                |
| Harpe, Clavecin.                                                     |

### Version française de Paris, 1774
Lors de son séjour en France, invité par la jeune dauphine Marie-Antoinette d'Autriche, le compositeur dut adapter son opéra selon le goût français en confiant le rôle principal à une voix de haute-contre (ténor à la tessiture élevée) sur un livret traduit par Pierre-Louis Moline et sous le titre Orphée et Euridice (sic). 
Cette version est complétée, notamment, à la scène 3 de l'acte II, par un ballet-pantomime le "ballet des ombres heureuses" dont la musique est un solo de flûte, par un solo avec chœur « cet asile aimable et tranquille » et par l'air du 3ème acte « J'ai perdu mon Eurydice... ». Cette version est très proche de celle habituellement[pas clair] représentée.
Le 2 août 1774, au Théâtre du Palais-Royal à Paris, il remporta un triomphe, avec Joseph Legros dans le rôle d'Orphée et Sophie Arnould dans celui d'Eurydice.

#### Instrumentation
| Orchestre en fosse de Orphée et Euridice                             |
| Cordes                                                               |
| Premiers violons, seconds violons, altos, violoncelles, contrebasses |
| Bois                                                                 |
| 2 flûtes traversières, 2 hautbois, 2 clarinettes, 2 bassons          |
| Cuivres                                                              |
| 2 cors, 2 trompettes, 3 trombones (Sacqueboute)                      |
| Percussions                                                          |
| Timbales                                                             |
| Autre                                                                |
| Harpe.                                                               |

### Version française révisée par Berlioz
Hector Berlioz dut procéder à un remaniement pour permettre à la mezzo-soprano Pauline Viardot de chanter Orphée. La première eut lieu le 19 novembre 1859 au Théâtre-Lyrique, à Paris. À partir de la version de Berlioz et pendant plus d'un siècle, beaucoup d’autres versions de moins en moins fidèles aux volontés du compositeur ont été créées par la suite et chantées, très souvent en italien, par d’innombrables contraltos et mezzo-sopranos, ce qui a par ailleurs contribué à maintenir ce chef-d'œuvre constamment au répertoire.

## Postérité
Ces dernières décennies, on assiste au retour à l'une des deux versions originales principales, le plus souvent la version de Vienne, même si dans les années 2010 celle de 1774 a également suscité un regain d'intérêt des deux côtés de l'Atlantique (en grands théâtres comme la Royal Opera House de Londres, La Scala de Milan, l'Opéra de Los Angeles, l'Opéra lyrique de Chicago, l'Opéra d'État de Hambourg, ainsi qu'en concert à l'Opéra royal du château de Versailles). La version de Berlioz conserve ses défenseurs. Guère d'intérêt n'a été montré pour la version de Parme peut-être par crainte d'une trop grande homogénéité de timbre (il n'y a que des sopranos dans la distribution). Il existe aussi des versions transposées pour baryton, qui ont été interprétées entre autres par Dietrich Fischer-Dieskau et Hermann Prey. On doit également à la directrice musicale et organiste Nariné Simonian une transposition pour orgue, flûte et harpe de la version 1774, dont la première mondiale a été donnée à Paris le 14 mai 2011.

## Distribution des rôles
| rôle               | registre vocal                                                                           | distribution de la première mondiale Vienne, 5 octobre 1762 | distribution de la première italienne (version révisée) Parme, 24 août 1769 | distribution de la nouvelle version française Paris, 2 août 1774 | distribution de l'édition Berlioz Paris, 19 novembre 1859 |
| ------------------ | ---------------------------------------------------------------------------------------- | ----------------------------------------------------------- | --------------------------------------------------------------------------- | ---------------------------------------------------------------- | --------------------------------------------------------- |
| Orfeo /Orphée      | contralto castrat (1762) soprano castrat (1769) haute-contre (1774) mezzo-soprano (1859) | Gaetano Guadagni                                            | Giuseppe Millico (it)                                                       | Joseph Legros                                                    | Pauline Viardot                                           |
| Euridice /Eurydice | soprano                                                                                  | Marianna Bianchi Tozzi                                      | Maria Antonia Girelli-Aguilar                                               | Sophie Arnould                                                   | Marie Constance Sass                                      |
| Amore /Amour       | soprano travesti                                                                         | Lucia Clavereau                                             | Felicita Suardi                                                             | Rosalie Levasseur                                                | Marie Marimon                                             |
| ombre heureuse     | soprano                                                                                  | (rôle non prévu)                                            | (rôle non prévu)                                                            | [ 3 ]                                                            | Mlle Moreau                                               |

## Argument
Orphée et Eurydice comporte trois actes.

### Acte I
Après une ouverture enlevée et joyeuse, le rideau se lève à l'acte I sur une scène de déploration. Orphée et le chœur se lamentent près du tombeau d'Eurydice. Orphée, resté seul, prend la résolution de mettre fin à ses jours lorsqu'il apprend de l'Amour qu'il pourra récupérer Eurydice s'il parvient à convaincre l'Enfer, à la seule et unique condition qu'il ne regarde pas son épouse lors du trajet de retour à travers les enfers.

### Acte II
Un très impressionnant chœur infernal tente de barrer la route à Orphée mais, par son chant, ce dernier parvient à émouvoir les esprits qui lui cèdent le passage. Un ciel serein succède aux sombres bords du Cocyte, prétexte dans la version parisienne à un ravissant ballet des Ombres heureuses. Eurydice paraît et retrouve Orphée.

### Acte III
Les deux époux remontent vers la terre mais Eurydice s'inquiète de l'indifférence d'Orphée qui ne peut la regarder, ni expliquer la raison de son attitude. À l'écoute de ses reproches, il ne peut s'empêcher de se retourner et elle expire dans ses bras. Orphée se lamente dans le célèbre Che farò senza Euridice (dans la version française : J'ai perdu mon Euridice). L'Amour surgit pour l'empêcher de se suicider et lui rend Eurydice, l'œuvre s'achevant dans la version parisienne par un long ballet.

## Discographie sélective
Les enregistrements étant nombreux, cette liste propose une sélection et est présentée par versions :

### Version de Vienne en italien (1762)
- Enregistrement EMI de 1966, Orchestre du Gewandhaus et Rundfunkchor de Leipzig, dirigés par Václav Neumann, avec Grace Bumbry (mezzo-soprano, Orfeo), Anneliese Rothenberger (soprano, Euridice) et Ruth-Margret Pütz (soprano, Amore): premier enregistrement de l'édition critique établie par Anna Amalia Abert et Ludwig Fischer (1963).
- Enregistrement Vanguard Classics de 1966, Orchestre Wiener Staatsoper Dirigés par Charles Mackerras, avec Maureen Forrester (mezzo-soprano, Orpheo), Térésa-Stich- Randall (soprano Euridice), Hanny Steffek (soprano Amore)
- Enregistrement Accent de 1981, La Petite Bande de Louvain et Collegium Vocale Gent, dirigés par Sigiswald Kuijken, avec René Jacobs (contre-ténor, Orfeo), Marjanne Kwecksilber (soprano, Euridice) et Magdalena Falewicz (soprano, Amore) : premier enregistrement sur « instruments originaux ».
- Enregistrement Sony Music de 1992, Tafelmusik Orchestra et le Kammerchor Stuttgart dirigés par Frieder Bernius, avec Michael Chance (contre-ténor, Orfeo), Nancy Argenta (soprano, Euridice) et Stefan Beckerbauer (treble du Tölzer Knabenchor, Amore).
- Enregistrement Philips Classics de 1994, les English Baroque Soloists et le Monteverdi Choir dirigés par John Eliot Gardiner, avec Derek Lee Ragin (contre-ténor, Orfeo), Sylvia McNair (soprano, Euridice) et Cyndia Sieden (soprano, Amore).

### Version de Paris en français (1774)
- Enregistrement Philips de 1956, l'Orchestre des Concerts Lamoureux dirigé par Hans Rosbaud avec Léopold Simoneau (ténor, Orphée), Suzanne Danco (soprano, Eurydice), Pierrette Alarie (soprano, l'Amour). Bien que cette version complète soit incomplète (il manque l'ariette) et qu'il faille compter avec plusieurs transpositions, il s'agit d'un très bon témoignage de ce que l'école de chant produisait après-guerre.
- Enregistrement Deutsche Grammophon (Archiv) de 2004, Les Musiciens du Louvre dirigés par Marc Minkowski, avec Richard Croft (ténor, Orphée), Mireille Delunsch (soprano, Eurydice) et Marion Harousseau (soprano, l'Amour).
- Enregistrement Decca de 2010, Coro y Orquesta Titular del Teatro Real de Madrid dirigés par Jesús López Cobos, avec Juan Diego Flórez (ténor, Orphée), Ainhoa Garmendia (soprano, Eurydice) et Alessandra Marianelli (soprano, l'Amour).
- Enregistrement vidéo Clasart Classic/La Scala de 2018, Coro e Orchestra del Teatro alla Scala, dirigés par Michele Mariotti, Hofesh Shechter Company, mise en scène de Hofesh Shechter et John Fulljames, Juan Diego Flórez (ténor, Orphée), Christiane Karg (soprano, Eurydice), Fatma Said (soprano, l'Amour).
- Enregistrement vidéo WNET Thirteen/Opéra lyrique de Chicago de 2019, Lyric Opera of Chicago Orchestra and Chorus, dirigés par Harry Bicket, Joffrey Ballet, mise en scène et chorégraphie de John Neumeier, avec Dmitry Korchak (ténor, Orphée), Adriana Chuchman (soprano, Eurydice), Lauren Snouffer (soprano, l'Amour).

### Version révisée parHector Berliozen français (1859)
- Enregistrement EMI, 1989, l'Orchestre de l'Opéra de Lyon et le Monteverdi Choir dirigés par John Eliot Gardiner, avec Anne Sofie von Otter (mezzo-soprano, Orphée), Barbara Hendricks (soprano, Eurydice) et Brigitte Fournier (soprano, l'Amour).

### D’autres versions mélangées
- En anglais : Louise Kirkby Lunn a créé en 1905 le rôle d'Orfeo en anglais qui est considéré comme l'une de ses meilleurs pièces, sa pièce maîtresse, l'aria, Che farò senza Euridice, a été enregistrée sur un disque[12],[13].
- En italien : EMI, 1951, l'Orchestre de l'opéra néerlandais dirigé par Charles Bruck, avec Kathleen Ferrier (contralto, Orfeo), Greet Koeman (soprano, Euridice) et Nel Duval (soprano, Amore) : version historique qui vaut pour le chant de Kathleen Ferrier à son sommet.
- En italien : RCA, 1965, l'orchestre I virtuosi et le Chœur Polyphonique de Rome, dirigés par Renato Fasano, avec Shirley Verrett (mezzo-soprano, Orfeo), Anna Moffo (soprano, Euridice) et Judith Raskin (soprano, Amore) : premier enregistrement stéréophonique, cette édition a été considérée comme la meilleure de celles qui ne suivent pas une version originale de Gluck (ni celle de Berlioz non plus)[14].
- En italien : Decca, 1969, l'Orchestre et le Cœur de la Royal Opera House, Covent Garden dirigés par Sir Georg Solti, avec Marilyn Horne (mezzo-soprano, Orfeo), Pilar Lorengar (soprano, Euridice), Helen Donath (soprano, Amore).
- En italien : Erato, 1983, l'Orchestre philharmonique de Londres et le Glyndebourne Chorus dirigés par Raymond Leppard, avec Janet Baker (mezzo-soprano, Orfeo), Elisabeth Speiser (soprano, Euridice), Elizabeth Gale (soprano, Amore).

## Interprétation
"Dansez, dansez, sinon nous sommes perdus!".
Orphée et Eurydice est une pièce majeure de Pina Bausch, célèbre chorégraphe allemande de danse contemporaine. Bombardement, haine, culpabilité, marquant l'Allemagne des années 1940 (date de naissance de Pina Bausch), c'est là qu'apparaissent son style et ses œuvres dans lesquels elle mélange la douleur et la douceur.
Dans cet opéra dansé, créé en 1975 à Wuppertal, la chorégraphe traduisait par le geste l'intensité de la tragédie. Elle a offert son œuvre au répertoire du Ballet de l'Opéra nationale de Paris en 2005 qui consacre un des sommets de son art chorégraphique.
La chorégraphe allemande donne une nouvelle fois corps à la partition de Gluck, un an après Iphigénie en Tauride (1974). Dans une mise en scène épurée, où le dialogue se noue entre le chant et la danse, elle s'appuie musicalement sur la partition française (chantée en allemand) d'Orphée et Eurydice. Chacun des personnages a été dédoublé en une voix chantante et un corps dansant, qui, exécutés en parallèle, représentent les différentes expressions d'un même sentiment. Une dramaturgie dansée. Au-delà de la mythologie, le ballet évoque la fragilité de la condition humaine et plonge dans une douloureuse introspection,.
À chacun de ses quatre tableaux, la chorégraphe a donné un titre éloquent: "Deuil", "Violence", "Paix", "Mort", esquissant déjà les thèmes fondamentaux qu'elle déclinera ultérieurement dans d'innombrables variations. Passionnée par ce qui "remue les gens", accédant, par la danse, à une vision universelle de l'amour auquel elle offre une incarnation somptueuse.
Parti aux Enfers chercher celle qu’il aime, Orphée échoue à ramener Eurydice d’entre les morts et la voit disparaître à jamais. Pour elle, l’étreinte la plus fondatrice demeure celle de l’adieu. L’amour ne rendra pas Eurydice à son corps de mortelle. Seuls la mort, la perte de l’espoir et le lâcher prise finiront par se transformer en un rapport serein au monde et en une réconciliation avec soi-même.
C’est pour cela que Pina Bausch prend parti de raconter le déroulement de l’action, tout en s’éloignant de la conclusion heureuse. Le ballet se terminant par la mort d’Orphée auprès de sa bienaimée et non par la résurrection d’Eurydice. Un choix typique de la chorégraphe qui exprime l’essentiel du thème central: la foi en l’amour inébranlable, avec l’importance de la confiance dans les épreuves de l’existence.
C’est en interprétant le rôle d’Eurydice que l’étoile Marie-Agnès Gillot a choisi pour ses adieux au public après vingt-huit ans de carrière dans lequel elle fut engagée à 15 ans dans le corps de ballet puis nommée étoile en 2004. La danseuse impose d’entrée de jeu sa stature baroque dont la douleur mortifère, et par sa maîtrise formelle et corporelle. Quant à l’Orphée de Stéphane Bullion, sculptural, il est cet être éperdu et blessé.
On retrouve le vocabulaire de Pina, les poignets tournés vers l’avant et vecteurs de mouvements, des corps parfois basculés en arrière, des gestes étirés, répétés, le tout dans une chorégraphie aux prises avec l’élan mortel des deux amants. Il y a quelque chose de théâtral dans ces images qui se succèdent avec une danse fluide où elle dévoile des corps passionnés et emportés, ce qui montre ainsi leur fragilité. Pieds nus, reliés au sol, rappelle la condition humaine. La solitude d’Orphée à la recherche d’Eurydice, perdu au milieu des âmes mortes, psalmodiant les mêmes gestes que le groupe, bras criant vers le ciel, les refermant sur la poitrine, buste soudain creusé, ploiement de la nuque et le buste,. Dans Orphée et Eurydice, Pina Bausch dédouble les trois rôles principaux : Orphée, Eurydice et Amour. Les trois chanteuses, vêtues de noir, évoluent sur le plateau dans un jeu permanent avec leur double dansant. Eurydice, posée au fond de la scène, drapée de voiles blancs, et Orphée quasi nu, vulnérable, perdu. Images des femmes étirées jusqu’au bout de la douleur, avec ce travail des bras si caractéristique du style de Bausch, de ces torsions coordonnées avec une forte perception musicale et rythmique. L’image d'Eurydice en longue robe carmin, se rapprochant et s'éloignant d'Orphée dans un mouvement tournoyant, jusqu'au baiser final qui lui sera fatal : La méfiance a tué l'amour. Séparés jusque dans la mort, les amants gisent de part et d'autre du plateau au tombé du rideau.
Le ballet virtuose de l'Opéra de Paris en donne une version plus lisse, moins «sauvage» que la création originale de la compagnie de Pina Bausch (Wuppertal). La grande simplicité des décors noirs et blancs, les voiles fluides des costumes rendent justice à ce grand ballet des débuts de Pina Bausch.